# Simulium continii
Simulium continii är en tvåvingeart som först beskrevs av Rivosecchi och Cardinali 1975.  Simulium continii ingår i släktet Simulium och familjen knott.
Artens utbredningsområde är Italien. Inga underarter finns listade i Catalogue of Life.